# 岡田哲児
岡田 哲児（おかだ てつじ、1923年8月15日 - 1994年5月1日）は、日本の政治家、労働運動家。衆議院議員（2期、日本社会党）。戸籍名・鐵兒。鉄兒とも表記。

## 経歴
愛知県出身。豊橋高等小学校から日本国有鉄道名古屋鉄道教習所を卒業する。国鉄に勤務する傍ら、労働運動に携わり、国労中央執行委員、同静岡東本部副部長、社会党豊橋支部長、同愛知県顧問などを歴任。
1967年の第31回衆議院議員総選挙に旧愛知5区から日本社会党公認で立候補するも落選。1972年の第33回衆議院議員総選挙にて初当選。続く1976年の第34回衆議院議員総選挙でも再選された。
1979年の第35回衆議院議員総選挙、1980年の第36回衆議院議員総選挙、1983年の第37回衆議院議員総選挙に連続して立候補したが落選した。
子の柏熊光代は1987年の愛知県議会議員選挙に社会党公認で立候補しトップで初当選した。
1994年5月1日死去、70歳没。死没日をもって正五位に叙される。

## 栄典
- 1993年 - 勲三等旭日中綬章[6]
- 1994年 - 正五位